# Região hidrográfica do Atlântico Nordeste Ocidental

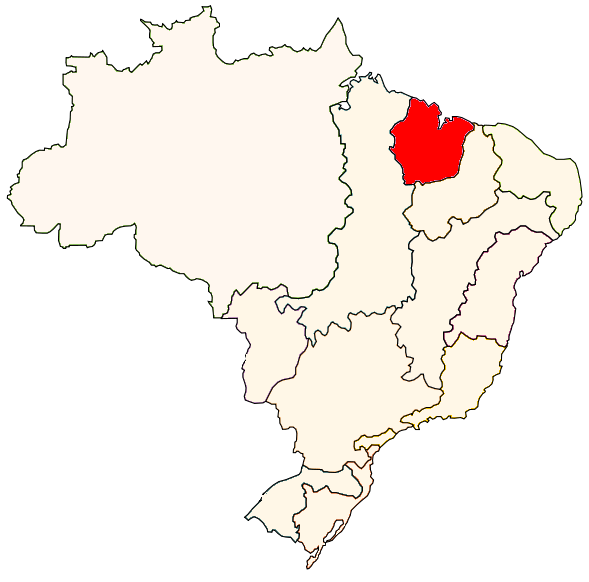
Mapa de localização da Região hidrográfica do Atlântico Nordeste Ocidental.

A região hidrográfica do Atlântico Nordeste Ocidental é uma das doze regiões hidrográficas do território brasileiro.
Possui uma área de 254.100 km², que engloba grande parte do estado do Maranhão e uma pequena região no leste do estado do Pará, abrangendo 223 municípios. 
Em seu território estão contidas as bacias hidrográficas dos rios Gurupi, Turiaçu, Maracaçumé, Aurá, Pericumã, Mearim (e seus afluentes rio Pindaré e rio Grajaú), Itapecuru, Munim,  Preguiças, Periá e a o litoral do Maranhão, apresentando uma vazão média conjunta de 2.514 m³/s.
A região é caracterizada por ser uma transição entre os biomas da Amazônia e do Cerrado, tendo a Mata dos Cocais como espaço transicional, apresentando também formações litorâneas.
O principal centro urbano inserido na bacia é a capital maranhense de São Luís.

## Galeria

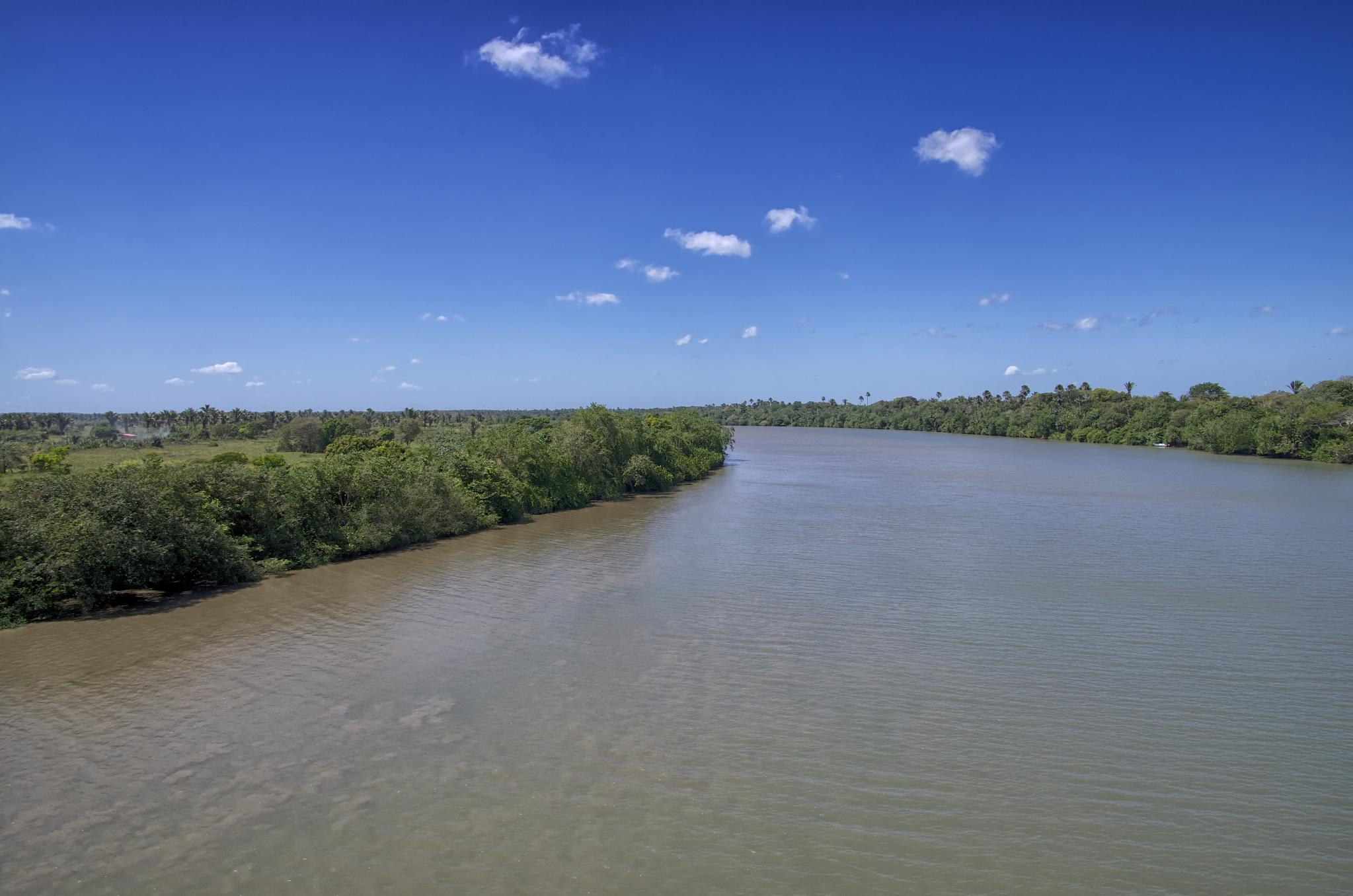
Rio Itapecuru
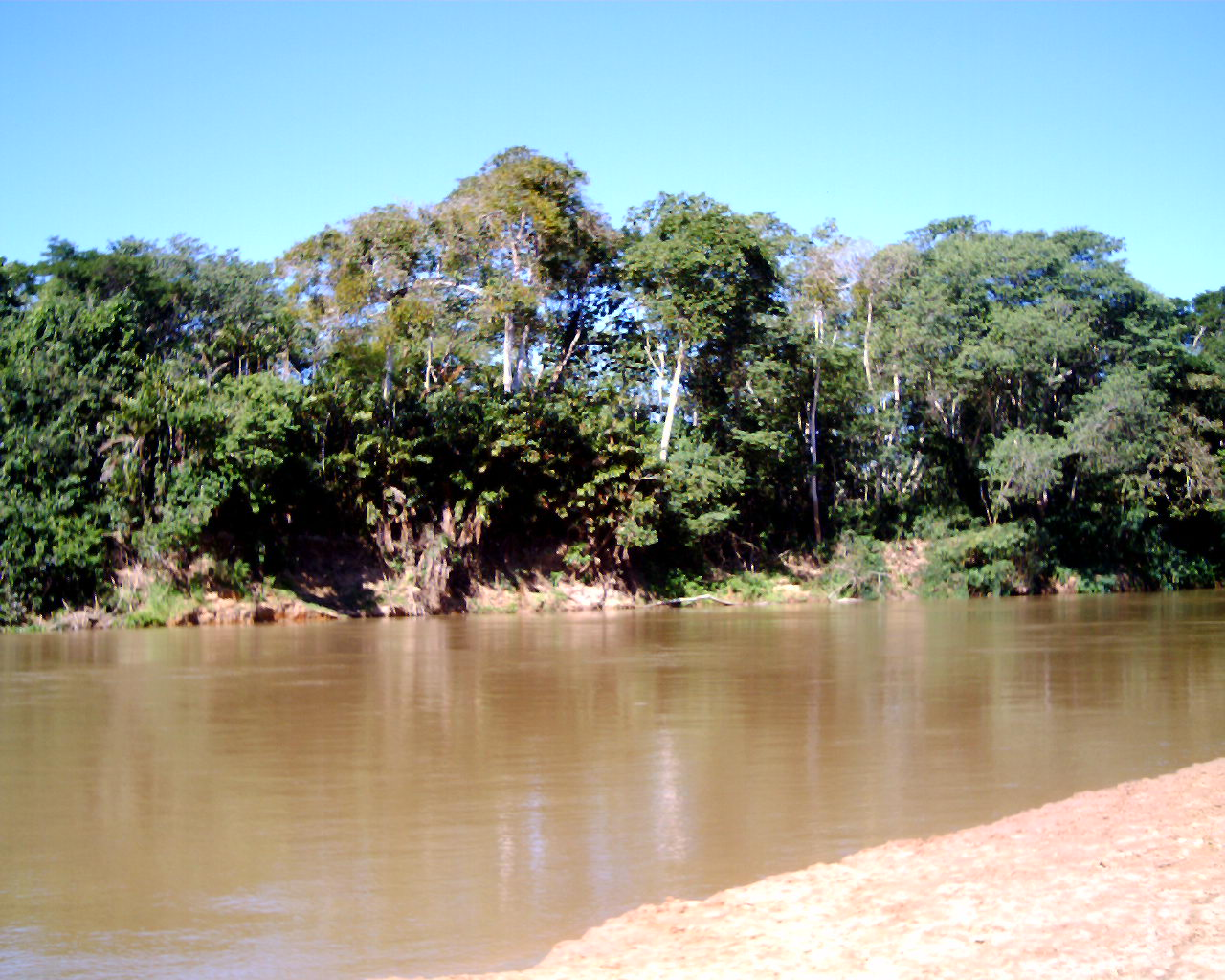
Rio Mearim
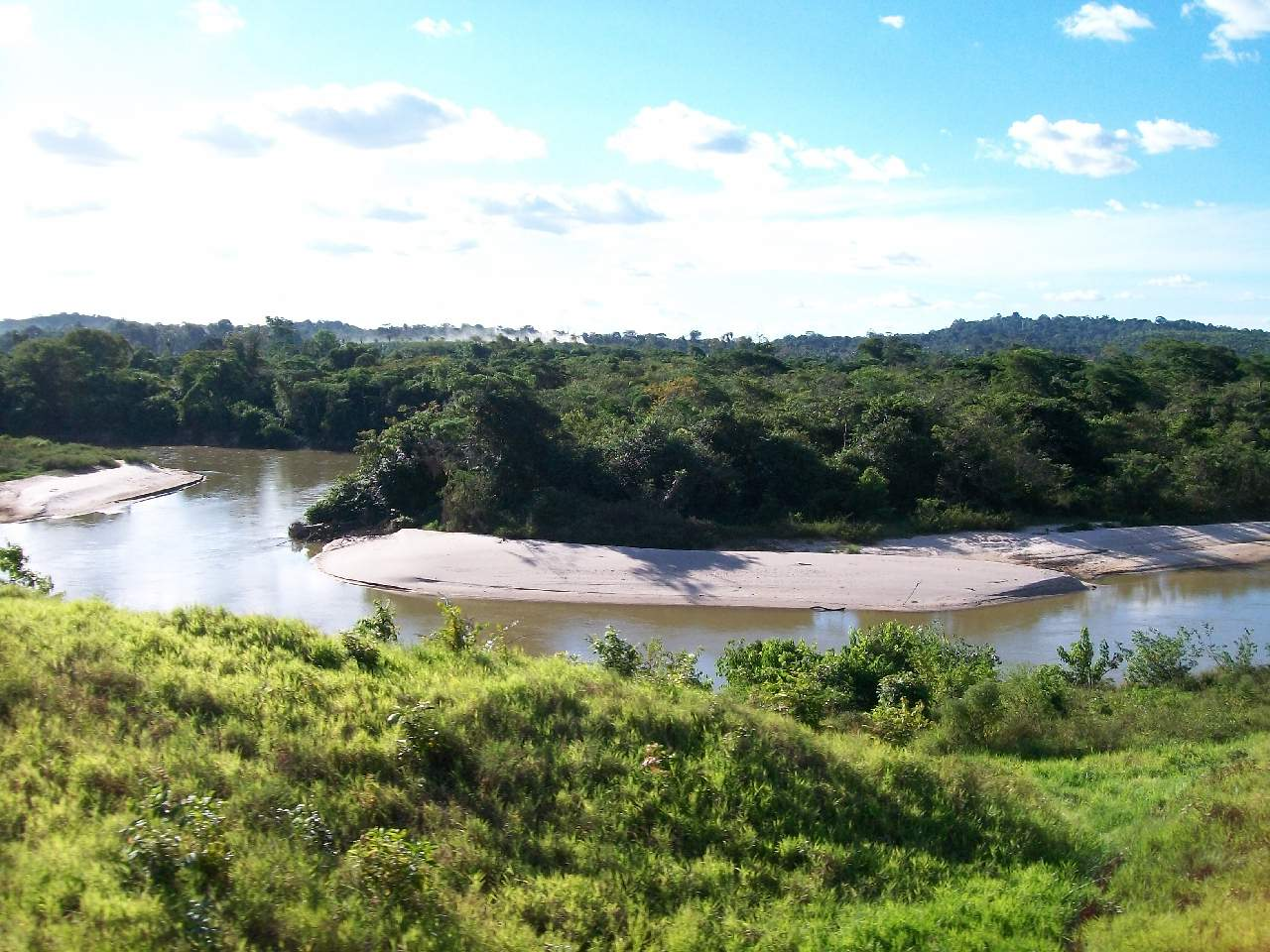
Rio Pindaré
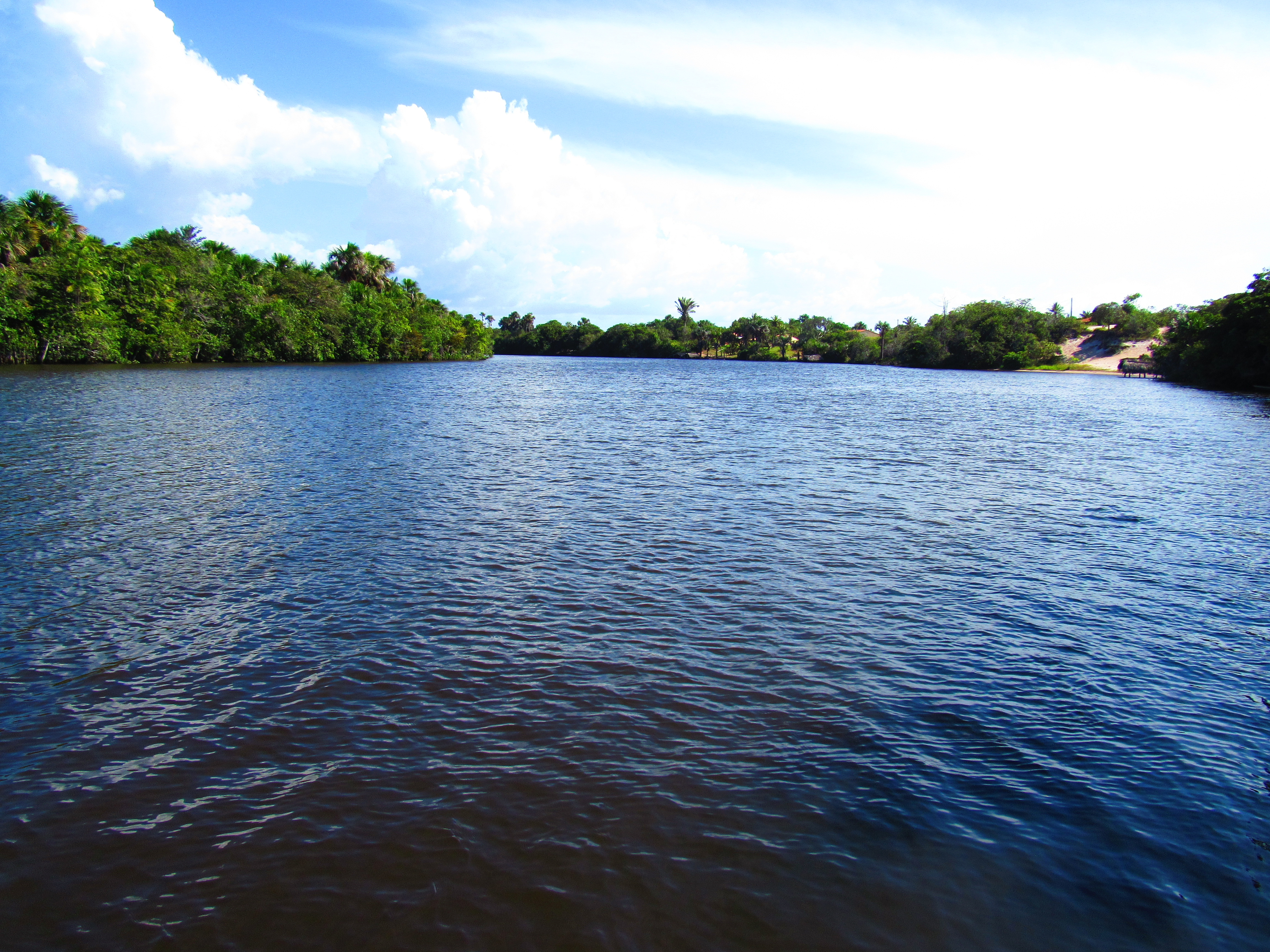
Rio Preguiças
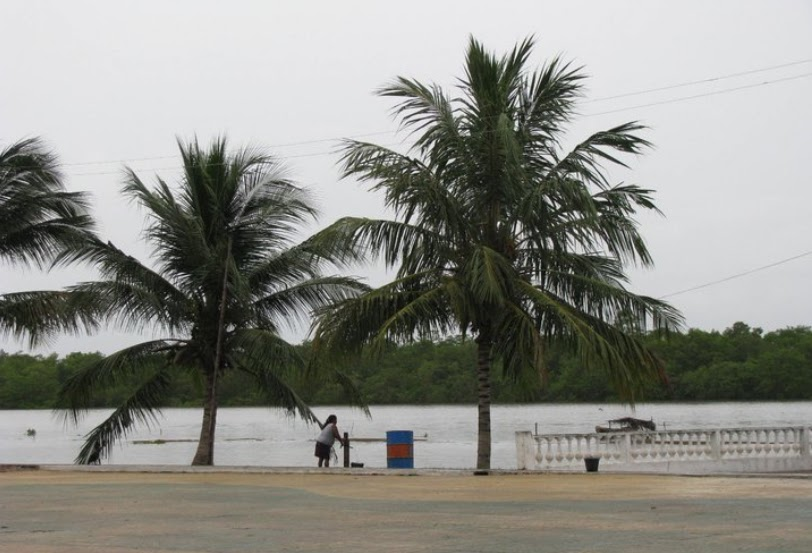
Rio Periá